# Захаркино (Островский район)
Захаркино — деревня в Бережанской волости Островского района Псковской области.

## География
Расположена на берегу реки Утроя, в 30 км к юго-западу от города Остров.

## Население
| 2001 | 2002 | 2010 |
| ---- | ---- | ---- |
| 138  | ↘111 | ↘76  |

Численность населения деревни по состоянию на 2000 год составляла 138 жителей.

## История
До 3 июня 2010 года входила в состав ныне упразднённой Рубиловской волости с центром в д. Дубки.